# Александрийски православен патриарх
Александрийският православен патриарх е предстоятел на православната Александрийска патриаршия. Той е един от деветте равнопоставени източноправославни патриарси, между които заема второ място, непосредствено след Цариградския патриарх.
Неговата пълна официална титла е Негово Божественото Блаженство Папа и Патриарх на великия град Александрия, Либия, Пентаполис, Етиопия, на цял Египет и цяла Африка, Баща на Бащите, Пастир на Пастирите, Архиерей на Архиереите, Тринадесети апостол и Съдия на цялата Вселена (на гръцки: Η Αυτού Θειοτάτη Μακαριότης ο Πάπας και Πατριάρχης της μεγάλης πόλεως Αλεξανδρείας, Λιβύης, Πενταπόλεως, Αιθιοπίας, πάσης γης Αιγύπτου και πάσης Αφρικής, Πατήρ Πατέρων, Ποιμήν Ποιμένων, Αρχιερεύς Αρχιερέων, τρίτος και δέκατος των Αποστόλων και Κριτής της Οικουμένης). По-често се използва кратката официална титла Папа и Патриарх на Александрия и цяла Африка. Измежду всички православни патриарси само александрийският има титлата и на папа.
От 2004 година александрийски патриарх е Теодор II.